# Борислав Лоренц
Борислав Лоренц (1883 — 1975), филозоф, професор Теолошког факултета у Београду. Гл. дела: „Психологија“ (1926), „Мисао u акција“ (1930), „Психологија u филозофцја религије“ (1939).
Рођен је у Аранђеловцу где је провео и детињство, ниже школе завршава у Ваљеву, а вишу гимназију завршава у Београду. Након тога одлази у Немачку где на берлинском универзитету студира филозофију и стиче научни степен доктора 1908. када се и враћа у Србију.
Извесно време је радио као професор Гимназије а потом бива постављен за професора на катедри за филозофију на Филозофском факултету у Скопљу. Убрзо прелази на новоосновани Богословски факултет у Београду на коме предаје све до 1956.
Објавио је више радова из филозофије и психологије, учествовао је на више значајних конференција из ових области. Знао је више језика; енглески, немачки, француски, руски, латински и грчки, те је имао могућност широког увида у стручну литературу.